# Athos (1914)
Pour les articles homonymes, voir Athos (homonymie).
Le SS Athos était un cargo français des Messageries maritimes. Lancé en 1914, il a été coulé en mer Méditerranée par le sous-marin allemand SM U-65 pendant la Première Guerre mondiale.

## Historique
La construction du navire a commencé le 25 juillet 1914 à Dunkerque, mais a été interrompue lorsque la ville a été bombardée lors de la première bataille d'Ypres. Le navire a été remorqué jusqu’à Saint-Nazaire, où il a été achevé en tant que navire de transport de troupes et non en tant que navire à passagers comme prévu. D’un déplacement de 12644 tonneaux de jauge brute, le navire mesurait 156,48 mètres de long, avec une largeur de 18,84 mètres. Sa vitesse était de 17,5 nœuds (32,4 km/h).
Son premier voyage l’emmena vers la Chine, qu’il quitta le 28 novembre 1915. Son second voyage l’emmena entre le 29 octobre et le 26 décembre 1916 de Marseille à Yokohama et retour.
À 12 h 27 le 17 février 1917, lors de son troisième voyage, l'Athos est torpillé par le sous-marin allemand SM U-65 commandé par Hermann von Fischel, alors qu’il se trouve à 180 milles marins (330 km) au sud-est de Malte. À bord de l'Athos se trouvaient 1950 personnes, dont l’équipage, des travailleurs chinois, un grand contingent de soldats tirailleurs sénégalais et des passagers civils, dont des femmes et des enfants. Le navire a coulé en 14 minutes, emportant avec lui 754 personnes, dont le capitaine et 11 membres d’équipage. Les survivants sont recueillis par les navires d’escorte Enseigne Henry et Mameluck, ainsi que par la canonnière Moqueuse et le contre-torpilleur Baliste.